# Оранджвілл (Нью-Йорк)
Оранджвілл (англ. Orangeville) — місто (англ. town) в США, в окрузі Вайомінг штату Нью-Йорк. Населення — 1283 особи (2020).

## Демографія
Згідно з переписом 2010 року, у місті мешкало 1355 осіб у 532 домогосподарствах у складі 384 родин. Було 642 помешкання
Расовий склад населення:
| - 97,3 % — білих - 0,3 % — корінних американців - 0,1 % — вихідців з тихоокеанських островів - 0,1 % — чорних або афроамериканців - 0,1 % — азіатів - 1,6 % — осіб інших рас |

До двох чи більше рас належало 0,4 %. Частка іспаномовних становила 3,4 % від усіх жителів.
За віковим діапазоном населення розподілялося таким чином: 20,7 % — особи молодші 18 років, 64,8 % — особи у віці 18—64 років, 14,5 % — особи у віці 65 років та старші. Медіана віку мешканця становила 44,2 року. На 100 осіб жіночої статі у місті припадало 108,5 чоловіків;  на 100 жінок у віці від 18 років та старших — 113,5 чоловіків також старших 18 років.
Середній дохід на одне домашнє господарство  становив 66 392 долари США (медіана — 60 119), а середній дохід на одну сім'ю — 73 933 долари (медіана — 68 409). Медіана доходів становила 45 333 долари для чоловіків та 38 452 долари для жінок. За межею бідності перебувало 6,8 % осіб, у тому числі 8,5 % дітей у віці до 18 років та 4,2 % осіб у віці 65 років та старших.
Цивільне працевлаштоване населення становило 815 осіб. Основні галузі зайнятості: освіта, охорона здоров'я та соціальна допомога — 22,5 %, сільське господарство, лісництво, риболовля — 15,1 %, виробництво — 13,9 %.